# Kathleen Key
Kathleen Key, pseudonimo di Kitty Lanahan (Buffalo, 1º aprile 1903 – Woodland Hills, 22 dicembre 1954), è stata un'attrice statunitense.

## Biografia
Debuttò nel cinema nel 1920 con il film The Jackeroo of Coolabong, interpretando la parte principale, ma da allora Kathleen Key ebbe raramente ruoli di una qualche importanza. Tra questi ultimi possono essere considerate le partecipazioni ai film A Nord di Hudson Bay (1923), un western con Tom Mix, A Lover's Oath (1925), con Ramón Novarro, e i due western The Desert's Toll (1926) e Hey! Hey! Cowboy (1927).
Nel 1923 era stata scelta tra le tredici WAMPAS Baby Stars dell’anno. Nel 1930 ebbe una relazione con Buster Keaton, allora sposato con Natalie Talmadge, ma con il matrimonio in crisi da tempo. Un giorno, in un attacco di gelosia, la Key saccheggiò gli abiti di scena dell'attore custoditi in una stanza dello stabilimento della MGM, procurandosi l'ostracismo dell'industria del cinema.
Ritiratasi dalle scene nel 1936, cadde presto in una condizione di povertà, tanto da passare gli ultimi anni nella Motion Picture Country House, a Woodland Hills, un istituto di accoglienza per ex-attori, dove morì nel 1954 a 51 anni di età. È sepolta nel Valhalla Memorial Park di Hollywood.

## Riconoscimenti
- WAMPAS Baby Star nel 1923

## Filmografia

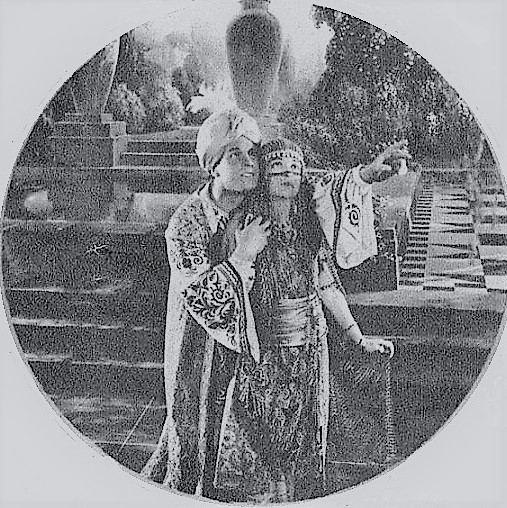
Con Ramón Novarro in A Lover's Oath

- The Jackeroo of Coolabong, regia di Wilfred Lucas (1920)
- The Rookie's Return, regia di Jack Nelson (1920)
- I quattro cavalieri dell'Apocalisse (The Four Horsemen of the Apocalypse), regia di Rex Ingram (1921)
- The Fighting Breed, regia di Wilfred Lucas (1921)
- Where's My Wandering Boy Tonight?, regia di James P. Hogan e Millard Webb (1922)
- West of Chicago, regia di Scott R. Dunlap e C.R. Wallace (1922)
- Bells of San Juan, regia di Scott R. Dunlap (1922)
- The Beautiful and Damned, regia di William A. Seiter o Sidney Franklin (1922)
- Hell's Hole, regia di Emmett J. Flynn (1923)
- The Rendezvous, regia di Marshall Neilan (1923)
- A Nord di Hudson Bay (North of Hudson Bay), regia di John Ford (1923)
- Reno, regia di Rupert Hughes (1923)
- The Man from Brodney's, regia di David Smith (1923)
- The Trouble Shooter, regia di Jack Conway (1924)
- The Sea Hawk, regia di Frank Lloyd (1924)
- La Madonna delle rose (Revelation), regia di George D. Baker (1924)
- A Lover's Oath, regia di Ferdinand P. Earle (1925)
- La grande parata (The Big Parade), regia di King Vidor (1925)
- Ben-Hur, regia collettiva (1925)
- Under Western Skies, regia di Edward Sedgwick (1926)
- The Flaming Frontier, regia di Edward Sedgwick (1926)
- Money Talks, regia di Archie Mayo (1926)
- College Days, regia di Richard Thorpe (1926)
- The Desert's Toll, regia di Clifford Smith (1926)
- Hey! Hey! Cowboy, regia di Edward Laemmle e Lynn Reynolds (1927)
- Irish Hearts, regia di Byron Haskin (1927)
- Golf Widows, regia di Erle C. Kenton (1928)
- The Family Picnic, regia di Harry Delf - cortometraggio (1928)
- The Phantom of the North, regia di Harry S. Webb (1929)
- Sweeping Against the Winds, regia di Victor Adamson (1930)